# Buts de guerre de la Première Guerre mondiale

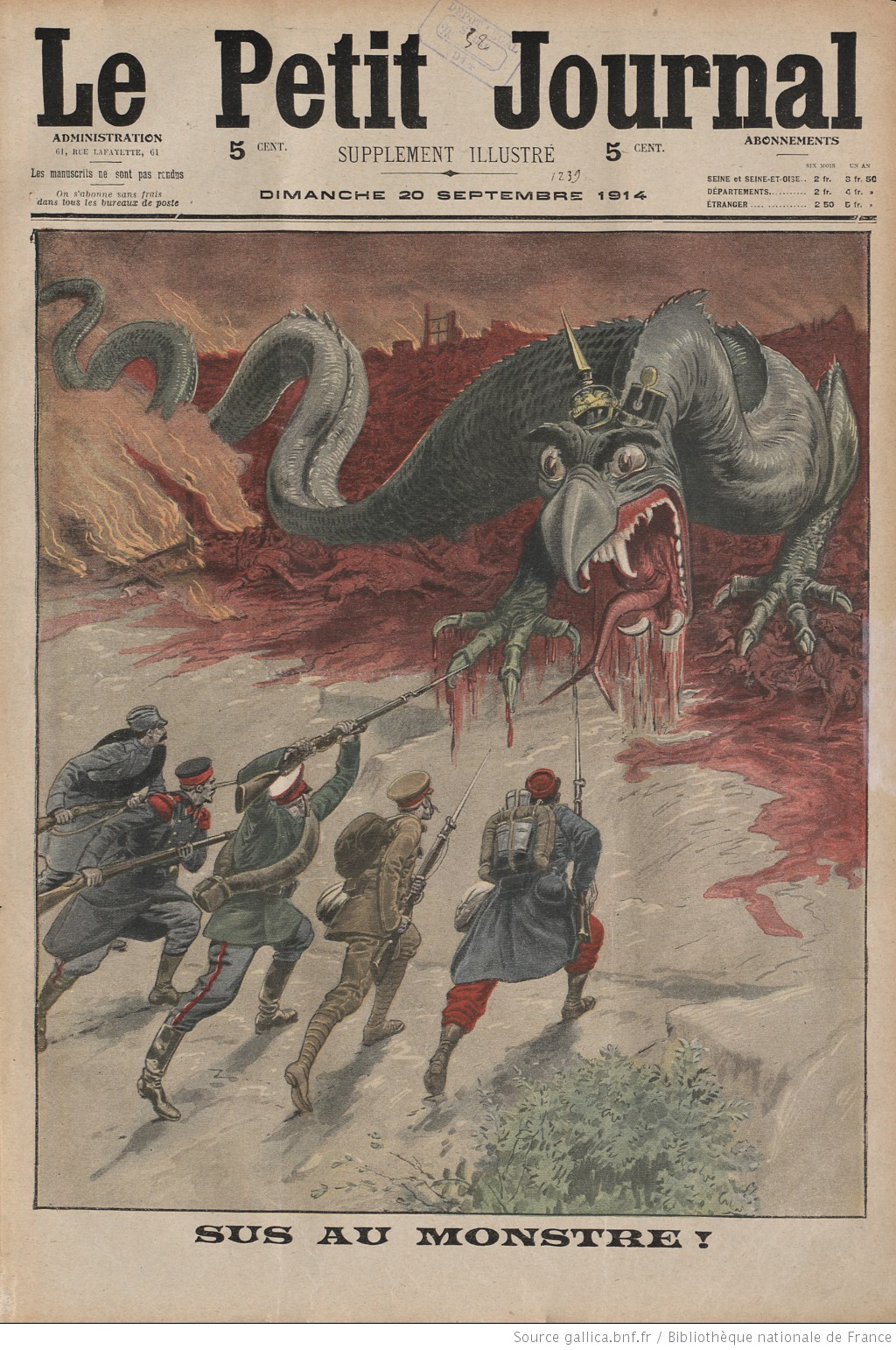
« Sus au monstre ! » Le but de guerre commun de l'Entente est d'en en finir avec le militarisme allemand. Le Petit Journal, 20 septembre 1914.

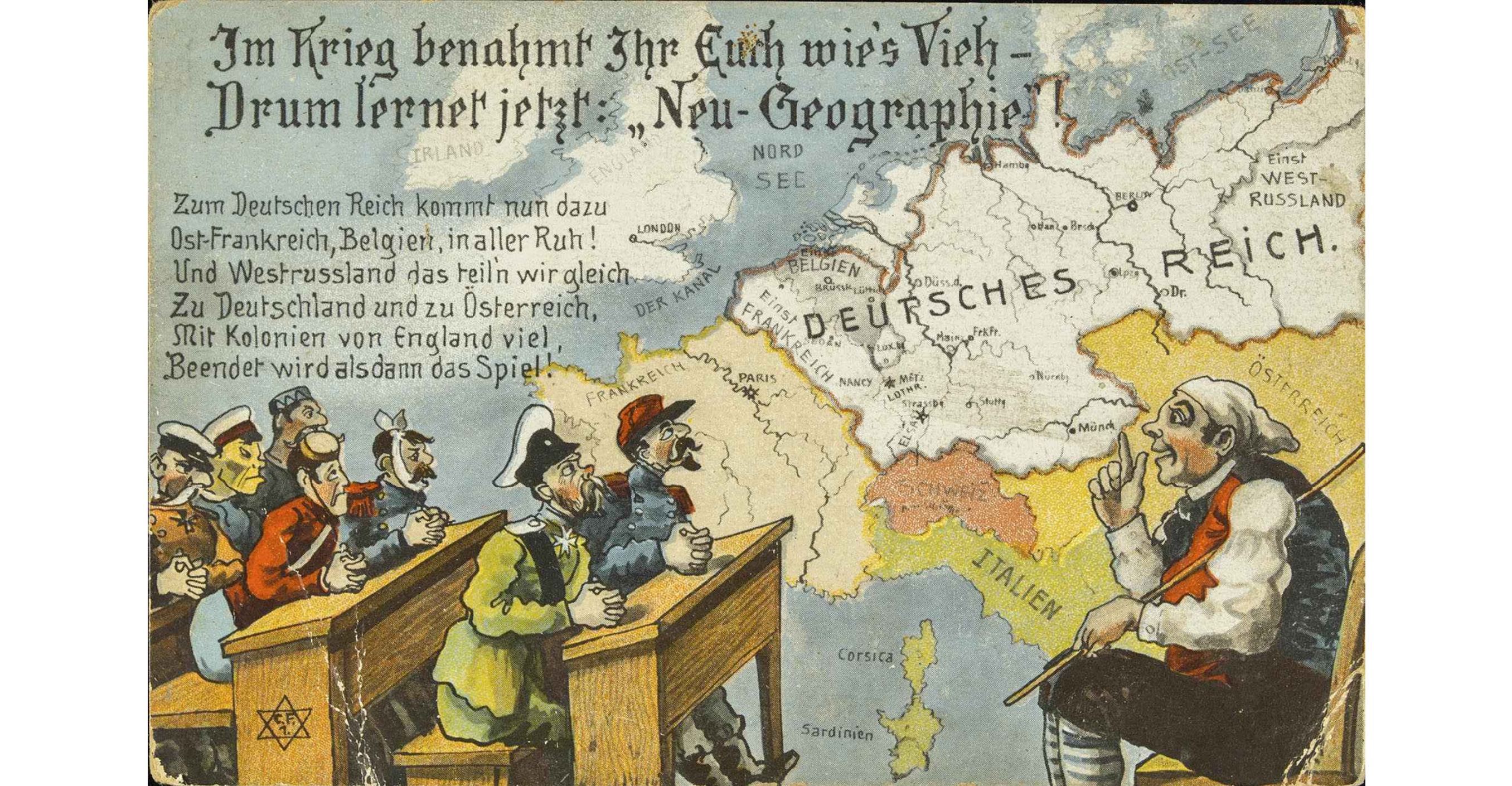
La « nouvelle géographie » : un paysan allemand enseigne aux puissances de l'Entente les nouvelles frontières de l'Empire allemand augmenté de la Belgique, de l'est de la France et de la Pologne russe. Carte postale allemande, 1er janvier 1915.

Les buts de guerre de la Première Guerre mondiale ont été établis après le début du conflit. Ils reflètent ce que les gouvernements et de l'opinion publique des États belligérants veulent atteindre sur le plan territorial, politique ou économique. Les concepts de but de guerre, de raison de guerre ou d'origine de la guerre n'ont la plupart du temps pas été différenciés. Bien que les buts de guerre affichés ou tenus secrets recouvrent en partie des exigences extrêmes comme des annexions, l'entrée en guerre ne peut être uniquement expliquée à travers ces buts. Toutefois, casus belli et buts de guerre se recouvrent parfois, comme c'est par exemple le cas pour l'Italie, la Roumanie ou la Bulgarie.
Pendant la Première Guerre mondiale, sont venues se greffer sur le casus belli initial des revendications de guerre qui n'ont vu le jour et ne se sont modifiées que durant le conflit. Le professeur Ernst Rudolf Huber estime que « du point de vue des buts de guerre annexionnistes, on ne peut formuler le reproche ni pour l'une ni pour l'autre des parties d'être entrées dans la guerre, vu le fondement de cette dernière, comme dans une guerre de conquête ». Pendant et après la guerre, la responsabilité de la guerre et les buts de guerre ne sont considérés que comme étant les deux faces de la même médaille, bien que le lien étroit entre ces deux aspects ne soit qu'une apparence. Les buts de guerre sont aussi des armes de guerre, en particulier pour les Alliés occidentaux qui les utilisent aussi dans ce sens.

## Difficultés de formulation

Carte satirique allemande de l'Europe, 1914.

La formulation des buts de guerre est délicate pour la plupart des belligérants. Beaucoup considèrent cela comme dangereux et inutile, car la proclamation de buts de guerre concrets pourrait entraîner des obligations qu'il serait préférable d'éviter : ne pas atteindre les buts de guerre revendiqués pourrait en effet être perçu par la suite comme une défaite. Dans la première phase de la guerre, les gouvernements n'évoquent les buts de guerre que de manière générale, et cela jusqu'en 1917 ; ils se consacrent plus volontiers à rallier l'opinion publique à l'idée de victoire. Les buts de guerre détaillés sont secondaires, seul le caractère héroïque de la guerre compte. D'un autre côté, les aspirations d'expansion exprimées publiquement ont une influence négative sur la position des États neutres. Par la suite, la formulation publique des buts de guerre se révèle souvent nécessaire pour déterminer si telle ou telle ambition en vaut toujours la peine.

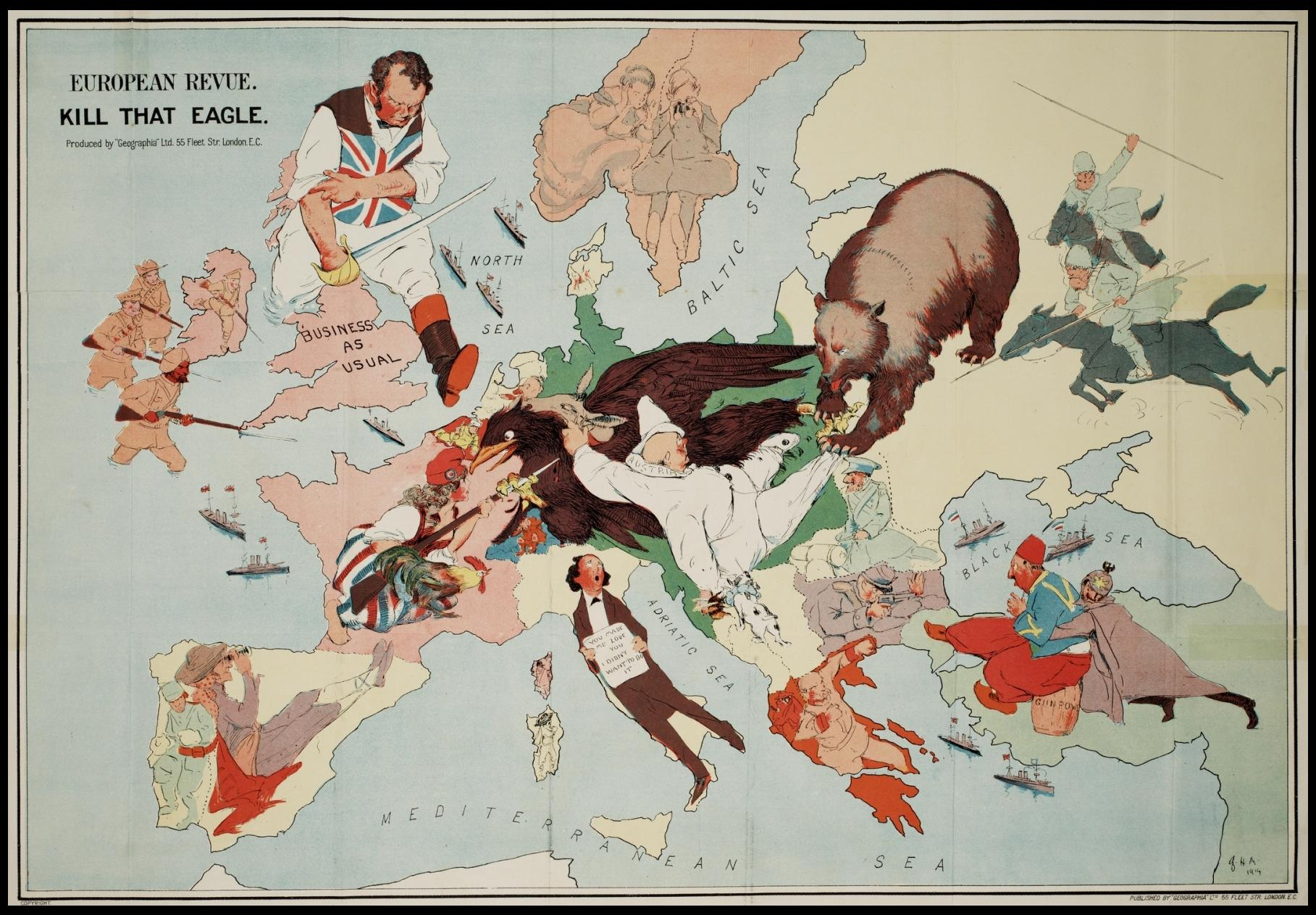
Carte satirique britannique de l'Europe, 1914.

Les zones tampons et les corrections de frontières jouent encore un rôle prépondérant dans les différentes réflexions, bien que les distances ne soient plus aussi significatives qu'elles l'étaient au XIXe siècle du fait des progrès techniques. Pour Gerhard Ritter, « le fait que les déplacements de frontières n'ont plus qu'une signification militaire réduite à l'époque des guerres de masse, des moyens de transport modernes et des avions n'était même pas connu des militaires de métier », et était donc également méconnu des hommes politiques et des journalistes. Le nationalisme a rendu les peuples sensibles à la question des frontières et des pertes territoriales, si bien que toute atteinte à ces dernières a des conséquences diplomatiques désastreuses durables. À l'époque du nationalisme et de l'impérialisme, presque personne ne reconnaît que les annexions n'affaibliraient pas l'ennemi et ainsi que la paix ne pourrait pas être assurée, mais qu'elle serait au contraire de nouveau en danger.
Tout comme les Alliés, les Empires centraux utilisent les buts de guerre pour encourager leur population, leurs alliés ou les pays neutres, ou bien les brandissent pour menacer et ainsi décourager l'ennemi. La politique des buts de guerre de chaque camp comporte également un aspect économique : occuper ou exercer une influence dans les secteurs commerciaux pour ses propres exportations d'une part et obtenir de nouvelles sources de matières premières d'autre part.

## Buts de guerre des Empires centraux

### Empire allemand

#### Buts de guerre au début du conflit

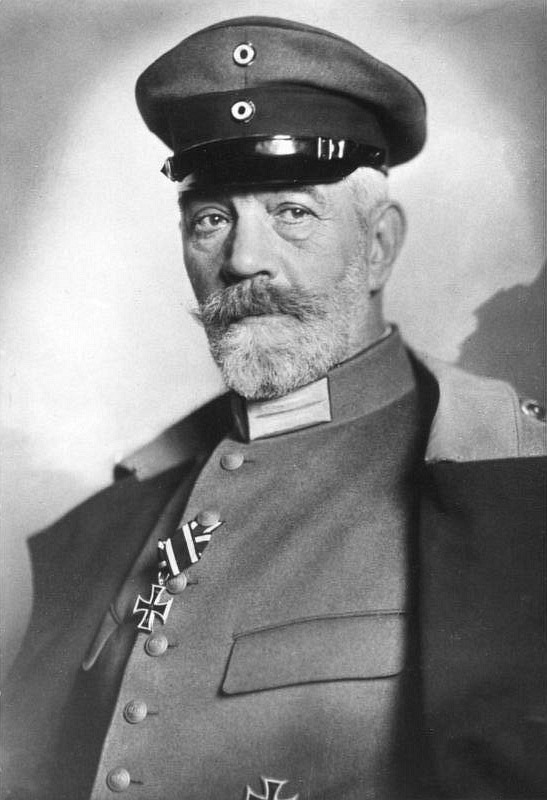
Le chancelier Theobald von Bethmann Hollweg.

La conception qu'a l'Empire allemand de la guerre qui éclate est celle d'une guerre défensive, mais les victoires rapides de l'armée allemande sur le front de l'ouest conduisent à la formulation de gigantesques projets d'annexions. Le but principalement économique formulé avant-guerre d'une expansion coloniale en Afrique et en Asie mineure est vite remplacé par une expansion générale de la puissance allemande en Europe, l'Allemagne se sentant en danger du fait de sa position centrale. Par des annexions à l'est et à l'ouest dans des proportions en partie extrêmes, l'Empire allemand veut assurer durablement son hégémonie européenne. Ce n'est qu'après cela que le combat pour la place au soleil a de bonnes chances d'aboutir,.
Le 9 septembre 1914, le chancelier Bethmann Hollweg définit avec Kurt Riezler les buts de guerre allemands dans son Septemberprogramm. Depuis la fondation de l'Empire, l'Allemagne veut assurer sa puissance et faire valoir ses revendications d'une politique mondiale. Le programme de septembre est alors axé sur une sécurisation de l'Empire à l'ouest comme à l'est, sécurisation qui passe par l'affaiblissement de la France ; celle-ci doit ainsi perdre son statut de grande puissance et devenir dépendante économiquement de l'Allemagne. La France doit entre autres céder le bassin de Briey ainsi qu'une partie de la côte allant de Dunkerque à Boulogne-sur-Mer. Pour la Belgique, le chancelier prévoit également un vaste programme d'annexions, Liège et Verviers doivent être annexées à la Prusse et le pays entier doit devenir un État vassal et une province économique allemande. Le Luxembourg et les Pays-Bas doivent également être annexés à l'Allemagne.
La Russie doit elle aussi être affaiblie, notamment en ce qui concerne l'influence qu'elle exerce sur les pays frontaliers. La puissance allemande en Europe doit également passer par la création d'une union douanière regroupant la France, la Belgique, les Pays-Bas, le Danemark, l'Autriche-Hongrie, la Pologne et éventuellement l'Italie, la Suède et la Norvège. Le Septemberprogramm correspond aux idées et aux souhaits des cercles dirigeants politiques, économiques et militaires. Les industriels souhaitent que l'Empire allemand limite l'autonomie des autres États, en particulier les sidérurgistes allemands en ce qui concerne le bassin de Briey-Longwy. Le programme est le résultat de la mise en commun de nombreux programmes sur la future Europe.
Les députés au Reichstag sont en majeure partie favorables aux annexions annoncées par le Septemberprogramm, seuls les sociaux-démocrates s'y opposent. Cependant, à partir de 1915, les premières contradictions se font jour. Après que les buts de guerre (pour la plupart irréalistes) ont été formulés dans l'euphorie des premières semaines du conflit, Bethmann Hollweg fait interdire à la fin 1914 les débats publics sur les buts de guerre eu égard aux pays neutres et au monde ouvrier allemand. Toutefois, l'effet de cette mesure est limité, et elle est très vite levée sous la pression du troisième Oberste Heeresleitung (OHL), ainsi qu'en raison de la mobilisation psychologique des populations lasses de la guerre. En autorisant cette discussion, l'OHL met en place un moyen décisif en vue d'une guerre totale et d'une conduite idéologique de la guerre.

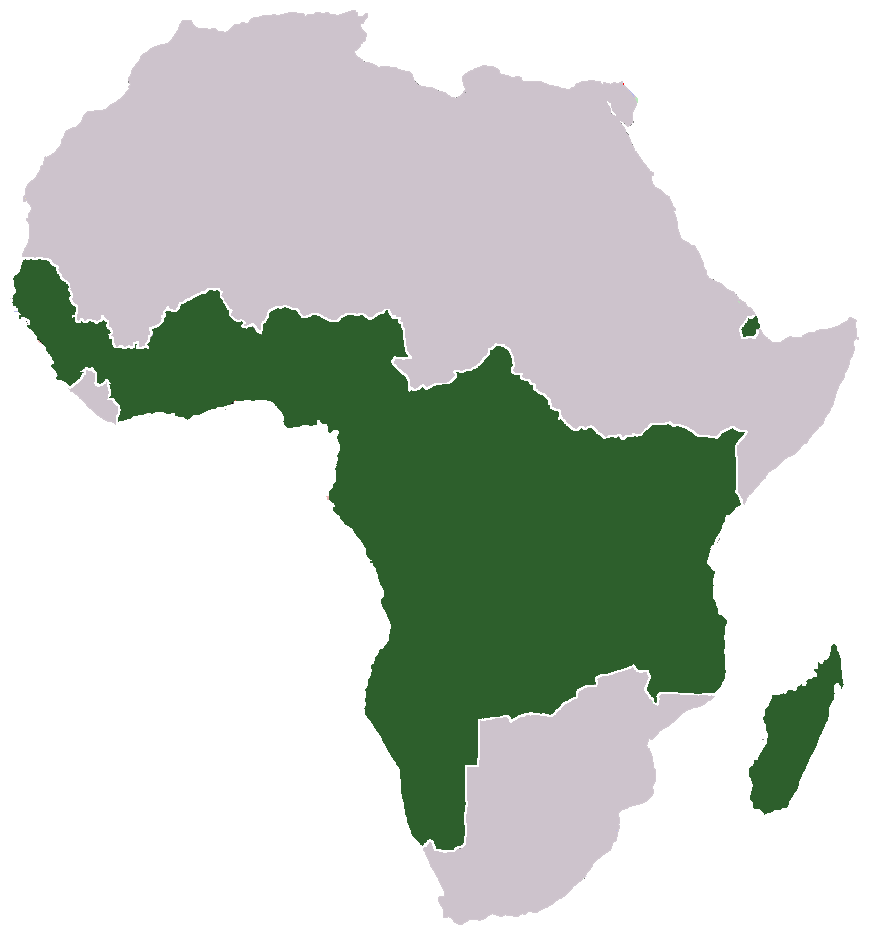
Un des buts de guerre allemands : l'Afrique centrale allemande

Le noyau de la politique des buts de guerre allemande à l'ouest reste la Belgique. Depuis le programme de septembre, aucun des responsables politiques ne démord de l'idée que la Belgique doit devenir un État vassal en réalisant des annexions aussi importantes que possible. Le deuxième but de guerre majeur est la domination plus ou moins directe de la Pologne, parallèlement à l'annexion d'une bande frontalière. Certains réclament également des agrandissements territoriaux en Courlande et en Lituanie, d'une part parce que ces territoires sont voisins et d'autre part parce qu'ils intègrent une population non-russe et même une minorité allemande, les Germano-Baltes. Comme pour la bande frontalière polonaise, on prévoit de repousser les Lettons sur leur territoire en installant sur des domaines de la couronne russe, des domaines ecclésiastiques ou des grandes exploitations terriennes des Allemands installés en Russie, parallèlement aux possessions de l'aristocratie germano-balte. Les composantes nationales (völkisch) motivant cette colonisation apparaissent alors comme une composante de la politique des buts de guerre.
Le but de guerre qu'est la constitution d'une Afrique centrale allemande est ardemment poursuivi. Wilhelm Solf, secrétaire d'État aux colonies, fait en août et septembre 1914 une proposition à ce sujet : la répartition des colonies françaises, belges et portugaises en Afrique que Bethmann Hollweg avait incluses dans le Septemberprogramm. Malgré le flot annexionniste qui connaît son apogée à l'été 1915, les volontés de conquête s'estompent relativement vite dans une grande partie de la population en raison des conséquences de la guerre. À la psychose de guerre de l'été 1914-1915 succède le désenchantement d'une grande partie de la population. La propagande annexionniste est surtout efficace dans les milieux industriels et intellectuels (alors qu'elle touchera la majeure partie de la population lors de la Seconde Guerre mondiale). Dans la deuxième moitié de la guerre, l'expression socialiste « paix sans annexions » est très populaire. La morosité, principalement chez les soldats, se dirige contre la Ligue pangermaniste et ses membres bellicistes.

#### Les buts de guerre vers la fin de la guerre

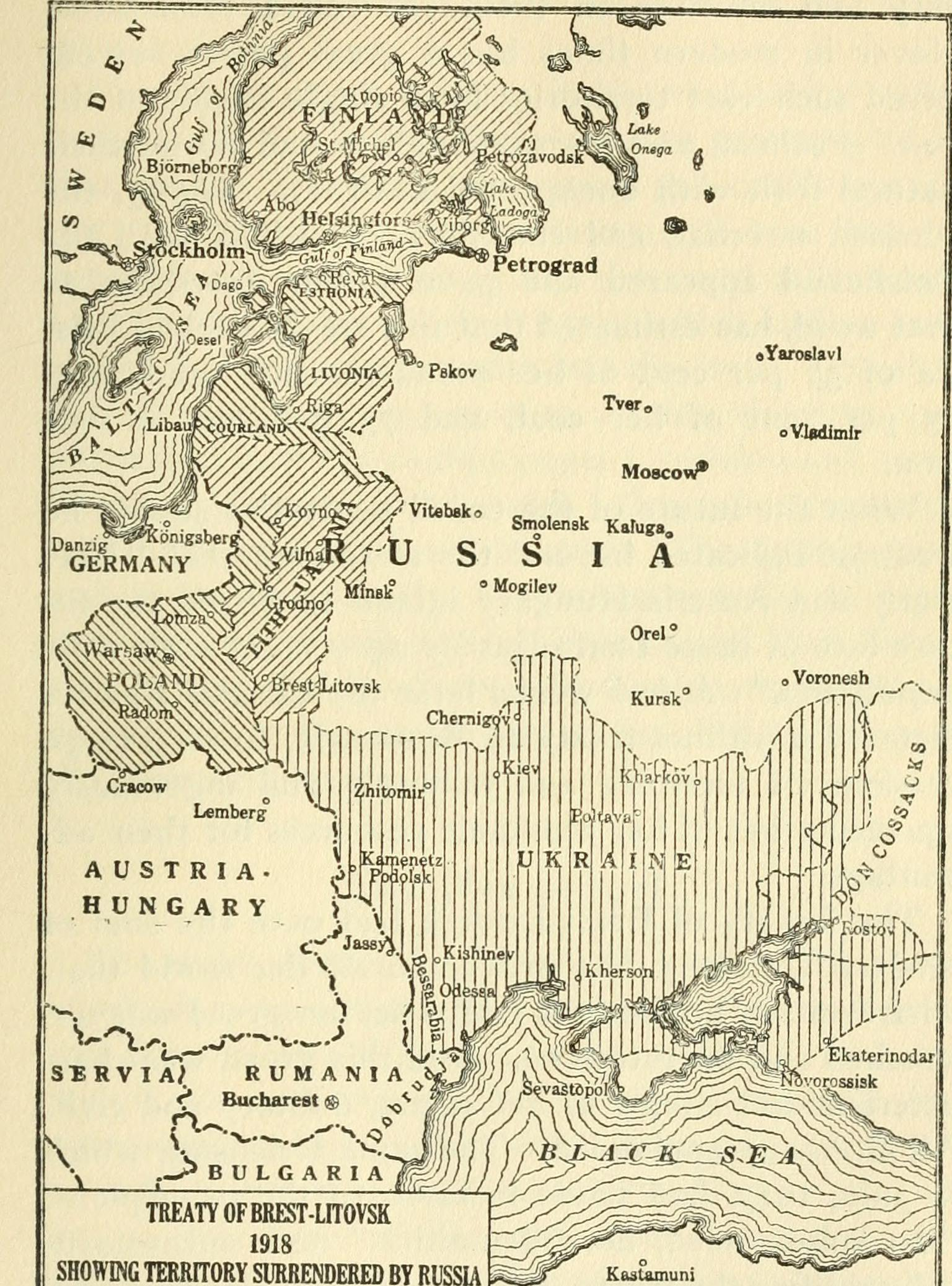
Carte des conséquences du traité de Brest-Litovsk et des nouveaux États sous tutelle allemande.

Dans le cadre de la politique des États frontaliers (en allemand Randstaatenpolitik) de l'Allemagne qui consiste à repousser la Russie en créant une zone d'États tampons allant de la Finlande jusqu'à l'Ukraine, le point d'ancrage de la volonté expansionniste allemande à l'est se situe avant tout dans les pays baltes. La majorité des cercles dirigeants en Allemagne, de la droite jusqu'à la gauche anti-tsariste, tient à un concept de division. Le traité de Brest-Litovsk du 3 mars 1918 avec l'Union soviétique prévoit la sécession de la Pologne, de la Lituanie, de l'Estonie et de la Courlande de la Russie, ainsi que l'indépendance de l'Ukraine et de la Finlande. La Russie doit retirer ses troupes de Finlande et de la province de Kars avec les villes de Ardahan, Kars et Batoumi. La Russie perd alors 26 % des territoires sous sa domination, 27 % des terres cultivables, 26 % du réseau de chemins de fer, 33 % de l'industrie textile, 73 % de l'industrie sidérurgique et 75 % des mines de charbon.
L'année 1918 connaît l'apogée des projets de l'Allemagne concernant ses buts de guerre. Entre le moment de la signature du traité de Brest-Litovsk et la défaite des Empires centraux, l'Empire allemand formule une volonté d'annexions étendues à l'est et au sud-est. Pendant les négociations concernant les clauses supplémentaires du traité de Brest-Litovsk, Ludendorff essaie d'amener dans la sphère d'influence allemandes les territoires de Lituanie, d'Estonie et de Crimée, les territoires de Cosaques du Kouban et du Don comme pont vers le Caucase, le territoire du Caucase en lui-même, le territoire des Tatares, des cosaques d'Astrakhan et des Turkmènes, ainsi que le Turkestan. L'empereur est d'abord réticent à ses propositions, mais finit par les tolérer. Le projet prévoit aussi, après la cession de la Pologne, des provinces baltes et du Caucase, de diviser la Russie en quatre États tsaristes indépendants : l'Ukraine, le Südostbund (Ciscaucasie) comme territoire anti-bolchéviste entre l'Ukraine et la mer Caspienne, la Zentralrussland et la Sibérie. Ce projet ferait naître un « pont vers l'Asie centrale pour menacer la position anglaise en Inde ». Le projet d'un Südostbund est quant à lui en concurrence avec les vues de l'Empire ottoman.

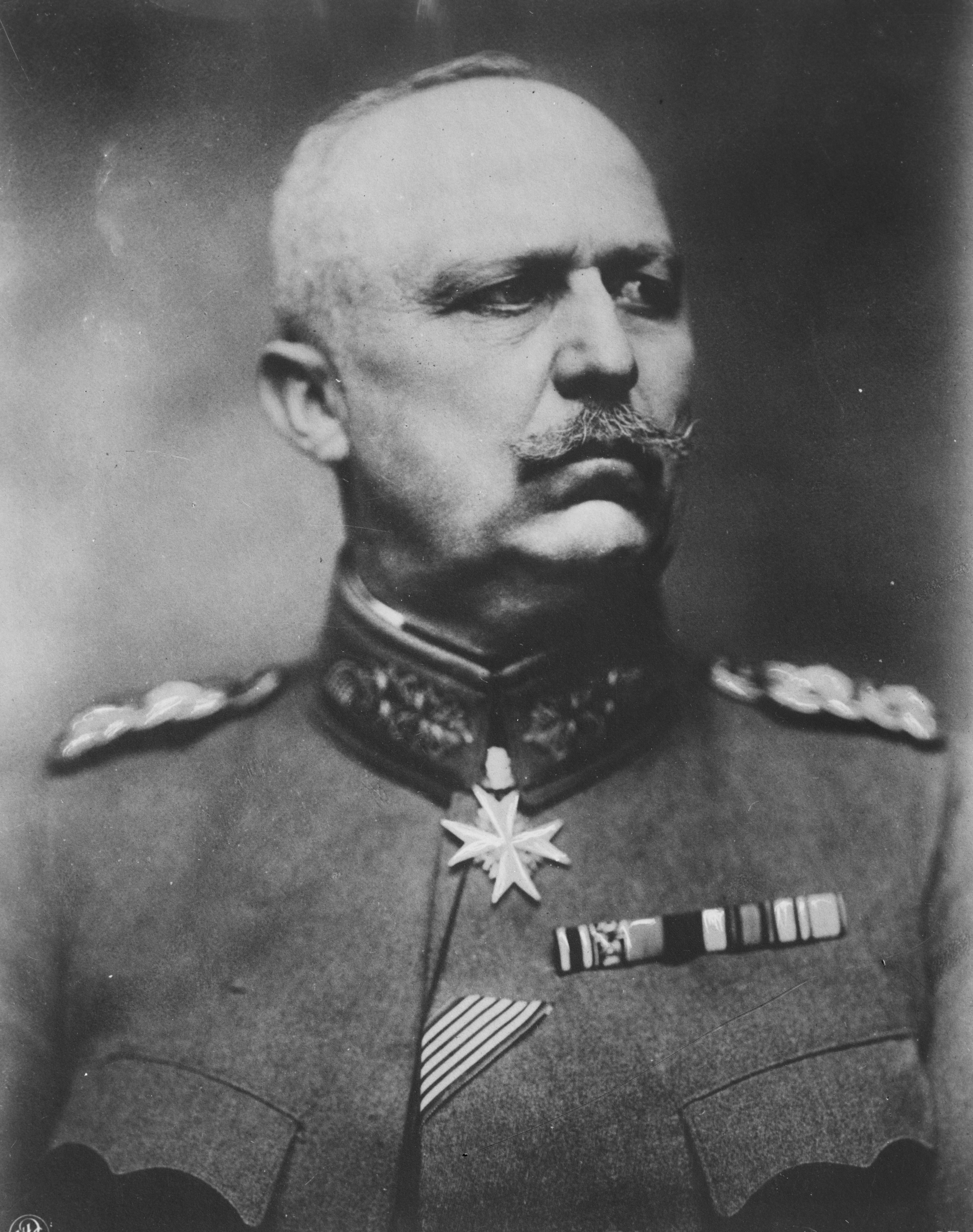
Le général Erich Ludendorff

Ludendorff ne croit pas à une séparation étatique durable de l'Ukraine vis-à-vis de la Russie. C'est pourquoi il développe une stratégie selon laquelle la sphère d'influence allemande doit être étendue en Russie pour faire contrepoids au bolchévisme. D'une part, l'éphémère État de Crimée-Taurie doit servir de territoire de colonisation pour les Allemands de Russie, et d'autre part, le territoire de Kouban et du Don doit servir de liaison vers le Caucase. La Crimée doit devenir un État colonial occupé en permanence par des Allemands et servir de base maritime importante pour l'influence allemande dans le Caucase et le Proche-Orient. Ludendorff développe également l'idée d'un bloc caucasien allemand avec la Géorgie comme noyau. Toutefois, celle-ci se révèle complètement utopique en raison du trop grand éloignement et de la domination turque. Les traités complémentaires au traité de Brest-Litovsk du 27 août 1918 marquent certes une nouvelle humiliation russe, mais mettent également un terme provisoire aux plans d'annexions allemands. Les États frontaliers de la Russie, de la Finlande jusqu'à la Géorgie, ne sont pas directement annexés mais dépendent étroitement en manière de politique économique et militaire de l'Empire allemand.
Le déclin de plus en plus important de la puissance russe à cause de la révolution et la désinvolture face à l'entrée en guerre américaine déclenchent une volonté encore plus grande d'une « chevauchée à l'Est ». Mais la question alors discutée au sein des cercles dirigeants allemands consiste également à savoir si une Europe centrale dominée par l'Allemagne pourrait s'imposer dans une guerre future contre les deux grandes puissances maritimes que sont le Royaume-Uni et les États-Unis. Les deux puissances mondiales ont en définitive un recours illimité au potentiel économique mondial avec toutes les ressources qu'il comporte. En réponse à cette constatation, les planificateurs allemands développent l'idée d'une sphère allemande se déployant du golfe de Gascogne jusqu'à l'Oural. La sphère orientale, fermée du point de l'économie militaire et capable de se défendre, en autarcie et pouvant résister à tout blocus, faisant contrepoids aux puissances maritimes, remplace alors l'Europe centrale dans les buts de guerre allemands. La conception d'une Europe centrale faible du fait d'une dépendance des autres États souverains et de réserves de matières premières limitées est abandonnée.

#### Les buts de guerre allemands et la recherche
Contrairement à la majorité des autres belligérants, l'Allemagne n'a pas de but de guerre naturel, ce qui a entraîné la recherche de buts artificiels, qui ne pouvaient donc être ancrés dans la conscience populaire.  Le manque de buts nationaux tangibles a conduit à une concentration vers une pure et simple expansion du pouvoir. Cette expansion du pouvoir, critique et mesurée ou radicale et excessive, est l'expression d'une conscience politique spécifique à l'ère wilhelmienne : elle comprend l'accumulation de pouvoir comme le noyau de l'existence d'un État. Les conflits de pouvoir apparaissent alors comme la force motrice la plus profonde de l'Histoire. Commencer une guerre, prendre des territoires à un État étranger, a été de tout temps le droit indiscutable de tout État souverain. L'Allemagne passe à côté du revirement en politique et au sein de l'opinion publique en formulant avec cette évidence les buts de guerre et en mettant en œuvre tous les moyens politiques et militaires disponibles.
Le débat autour des buts de guerre allemands n'oppose pas possibilités d'expansion et de paix, mais versions mesurées et extrêmes d'une « paix allemande ». Les annexionnistes essaient, pour le dire simplement, de résoudre par l'expansion les grands problèmes de l'Empire en matière de politique étrangère. Les autres, plus mesurés, essaient par contre d'atteindre ce but par des réformes intérieures, sans pour autant exclure l'expansion. La majorité des partisans de la modération ont moins de poids que les annexionnistes, mais ils trouvent chez Bethmann Hollweg une oreille attentive. Cependant, contrairement à d'autres opposants, ils ne sont pas des agitateurs de masses. Le camp des mesurés reste isolé des ouvriers et démuni, tout comme Bethmann Hollweg, face au mouvement de masse annexionniste. On aperçoit donc une disproportion entre une forte influence « vers le haut » et un manque de portée « vers le bas ». Chez les annexionnistes, on observe, au moins jusqu'à la mise en place de la troisième OHL, exactement le contraire, ce qui conduit à un sentiment d'infériorité dans le camp des mesurés, bien que leur action ait été confirmée par le cours des événements. Cet état d'esprit va perdurer pendant la République de Weimar.

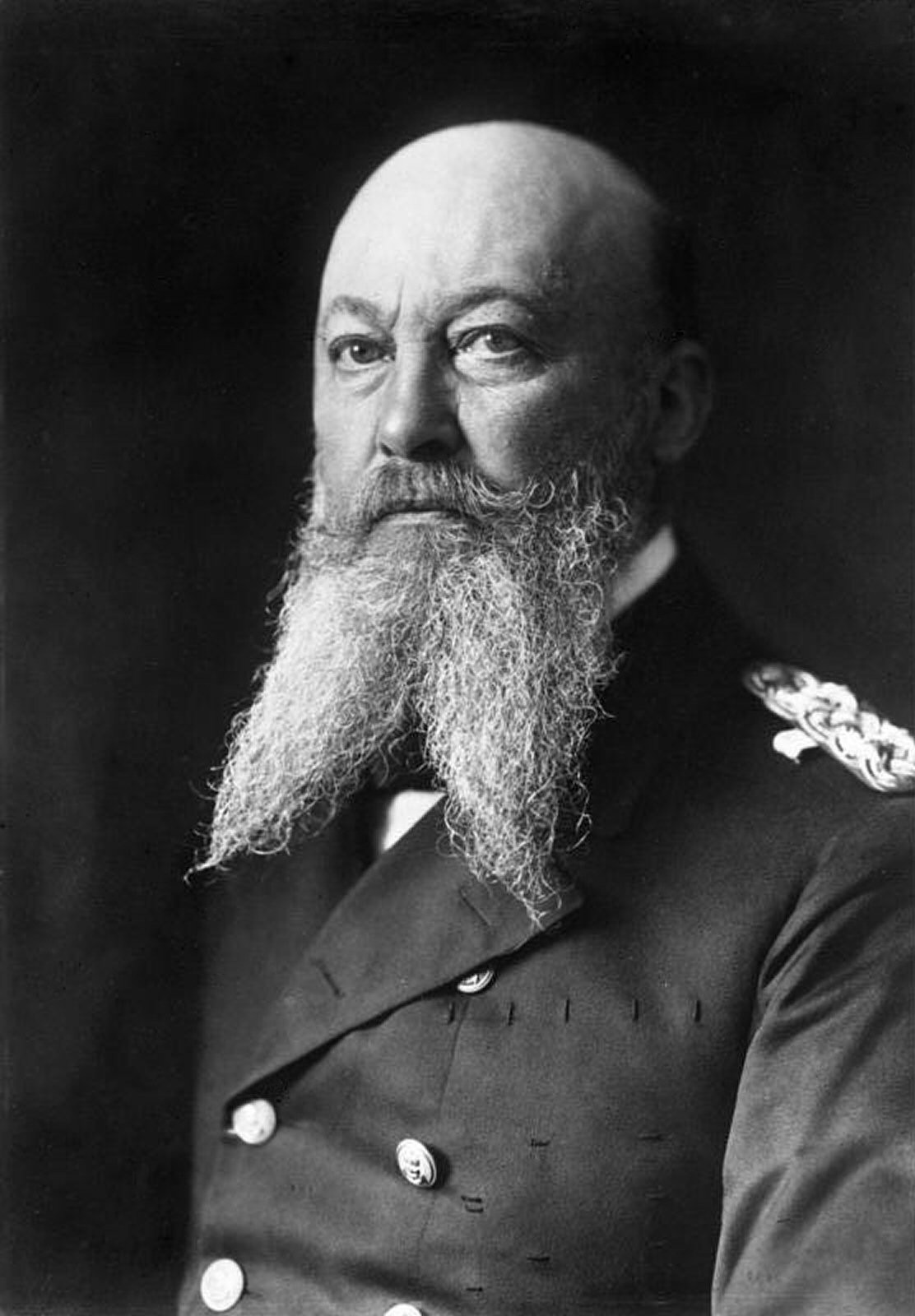
Alfred von Tirpitz, partisan d'une politique mondiale

Les mobiles du mouvement des buts de guerre sont nombreux et imbriqués.  Ils vont de simples peurs à des intérêts économiques particuliers en passant par des rêves flagrants de toute-puissance. Les attentes de l'opinion publique allemandes, aiguisées par l'agitation nationaliste, limitent les possibilités d'action du gouvernement impérial (encore relativement objectif) de Bethmann Hollweg, et augmentent la divergence entre les illusions de politique mondiale et les réalités du continent européen. La politique étrangère d'avant et d'après-guerre fait sans cette apparaître la division politico-géographique ancienne de l'Allemagne. La rupture avec le Royaume-Uni est encouragée et saluée par le parti de la flotte, l'industrie lourde, l'aile antiploutocrate des couches moyennes prussiennes, ainsi que par les Junker, situation que l'on retrouve principalement dans l'Allemagne du nord. Le combat contre la Russie trouve par contre plus de soutien dans l'Allemagne du sud, chez les sympathisants des Habsbourg et au sein de la branche des financiers. Bethmann Hollweg fait partie des partisans d'une politique continentale. Dans les premières années de la guerre, Alfred von Tirpitz est son principal adversaire.
On voit apparaître ici la tentative ancienne de résoudre des problèmes intérieurs par l'expansion territoriale. Les élites agraires et industrielles du pouvoir traditionnel de l'Empire ont essayé d'empêcher les réformes nécessaires par une victoire, afin d'affirmer leur position sociale au sein du pays. C'est ainsi qu'une paix de conciliation est restée impensable pour les dirigeants allemands, tant elle aurait signifié une perte de leur pouvoir de manière aussi certaine qu'une défaite venue de l'extérieur. Le tant voulu Imperium Germanicum n'a pas seulement échoué à cause de la « continuité dans l'erreur », mais dans les défauts des structures internes de l'Empire, qui n'était alors pas capable de s'auto-limiter dans la domination sur l'Europe continentale. L'échec est également à imputer aux exigences de l'époque et au droit des peuples à disposer d'eux-mêmes qui y est associé et que l'Empire n'a au fond pas vraiment accepté. D'après la théorie de l'impérialisme sociale de Hans-Ulrich Wehler, l'Empire avait déjà développé à l'époque d'Otto von Bismarck la stratégie politique consistant à contrebalancer (et sans doute neutraliser) les tensions sociales intérieures par une politique étrangère basée sur un impérialisme colonial renforcé. La guerre offre alors la possibilité d'une fuite en avant. D'après Wehler, les buts de guerre allemands avaient pour les élites du pouvoir un aspect fondamental, celui de « parenthèses d'intégration », celui d'un moyen servant à créer l'unité politique et sociale au sein d'une société wilhelmienne fortement divisée.
De par sa puissance militaire, son potentiel économique et son étendue territoriale, l'Empire allemand était la plus forte des puissances européennes. Toute volonté d'expansion de sa part entrait alors en opposition avec l'équilibre des forces en Europe. Selon Ludwig Dehio, si l'Allemagne s'était maintenue face à une coalition la plus forte possible, elle aurait obtenu automatiquement une position hégémonique en Europe et dans le monde. En fin de compte, l'Allemagne a prouvé dans la guerre qu'elle était déjà une puissance mondiale, sans quoi elle n'aurait pu combattre aussi longtemps les trois autres puissances mondiales qu'étaient la Russie, le Royaume-Uni et les États-Unis. La volonté d'être une puissance mondiale était plutôt celle d'avoir l'empire colonial le plus étendu possible, donc la volonté de posséder les symboles de ce statut. Le territoire dirigé par l'Allemagne était en effet jugé par les impérialistes allemands comme trop petit en comparaison des autres puissances mondiales, ou ne serait-ce que par rapport à la puissance européenne qu'était la France. L'Allemagne était alors assez forte pour tenter d'être une troisième puissance mondiale aux côtés de la puissance russe et de la puissance anglo-américaine mais pas assez forte pour réussir dans cette entreprise. L'une des raisons de cet échec est l'impossibilité de créer un empire s'étendant de la côte des Flandres jusqu'au lac Peïpous, de la mer Baltique jusqu'à la mer Noire et l'Égée, de l'Heligoland jusqu'à Bagdad, système dans lequel étaient prévues des colonies et des bases militaires avec l'Afrique centrale allemande comme extension de l'Europe centrale. Une telle concentration de pouvoir aurait entraîné des « guerres de libération » contre une hégémonie allemande, comme cela fut le cas lors de la Seconde Guerre mondiale après que l'Allemagne a conquis de grandes parties de l'Europe.
Politique d'avant-guerre, buts de guerre d'avant 1914 et buts de guerre de 1918 forment une unité, tout comme les buts de guerre des différents groupes, partis et classes en forment une. La politique des buts de guerre de l'Empire allemand était l'illusion de la puissance allemande à travers une surestimation irréaliste. L'imbrication d'une pensée économique et d'éléments émotionnels pures avec un manque du sens du réel, ainsi qu'une surestimation de ses propres forces et une sous-estimation de celles de l'ennemi sont les caractéristiques de cette politique. Avec son « alliance entre le domaine seigneurial et le haut fourneau », l'Allemagne a mené une politique de buts de guerre qui ne peut être expliquée que par le dilemme du système conservateur d'un État agraire industrialisé dans lequel le pouvoir économique des conservateurs s'est de plus en plus réduit.

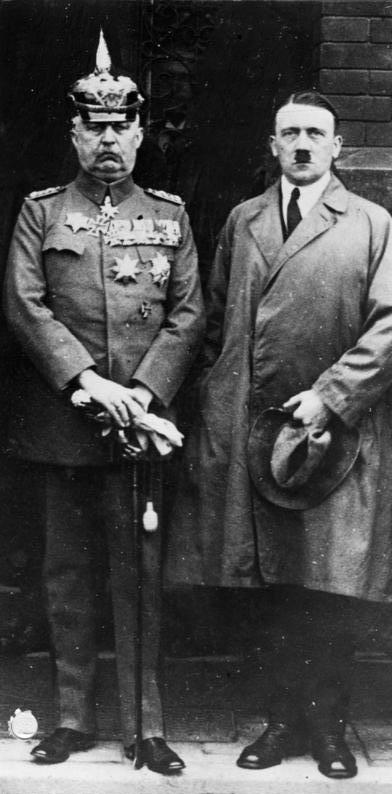
Le général Ludendorff et Adolf Hitler en 1924

Pendant longtemps a dominé en Allemagne de l'ouest la pensée selon laquelle il n'existait aucun lien entre les buts de guerre allemands pendant la Première Guerre mondiale et ceux de la seconde. Mais dans tous les États belligérants, ce sont uniquement les nationalistes allemands, avant tout les pangermanistes, qui ont accompli le déplacement de parties de population hostiles. La modification de la distribution ethnique en vue de renforcer la puissance de l'Empire a été pratiquée, dans la tradition de la politique prussienne dans l'Ostmark, en achetant de manière forcée ou en les absorbant des domaines de la couronne, des biens de l'Église et en expulsant des parties de la population. Les projets nationaux (völkisch) d'évacuation et de colonisation de la sphère orientale (Ostraum) étaient déjà présents dès le début de la guerre, même s'ils ne se sont imposés à l'ensemble des élites du pouvoir de l'Empire qu'en 1918 après le triomphe de courte durée du commandement suprême de l'armée allemande. Cette colonisation à l'est de bandes frontalières polonaises par des Allemands de Russie (Russlanddeutschen), prévue par la Oberste Heeresleitung, va dans le même sens que les projets des nationaux-socialistes. Le national-socialisme a repris sans égard et de manière plus énergique et brutale que ne l'avait fait l'empire de Guillaume II l'idéologie de la sphère orientale et la volonté allemande d'expansion à l'est. Les partisans d'un projet de bandes frontalières au sein du gouvernement et de l'armée ne pensaient qu'à un rachat systématique, dans la continuité de la politique prussienne dans l'Ostmark, et non à une évacuation violente et contraire aux droits de l'homme, même pendant la guerre, comme l'a fait le Troisième Reich.
La politique nationale (völkisch) de Ludendorff, surtout à l'est en 1918, anticipe déjà en grande partie sur la politique raciale d'Hitler. La tentative de l'été 1918 de réaliser l'ensemble allemand à l'est était accompagnée de projets de colonisation et d'évacuation qui ressemblent en de nombreux points à l'Ostpolitik d'Hitler, même si l'idée de traiter des millions de Slaves comme des hilotes ou d'assassiner des millions de Juifs n'existait bien sûr pas pendant la Première Guerre mondiale. Le problème résidait dans le mode de pensée dépassé de la plupart des annexionnistes dans les catégories de l'époque agraire, pensée selon laquelle la solution des difficultés intérieures nées de l'accroissement phénoménal de la population dû à l'industrialisation rapide de l'Allemagne ne pouvait être qu'une expansion territoriale traditionnelle, liée à une colonisation paysanne. L'objectif à long terme qu'Hitler s'était déjà fixé dans les années 1920, celui d'un empire oriental sur les ruines de l'Union soviétique, n'était donc pas seulement une vision, mais trouvait dans la réalité un point d'attache, celui de 1918. Le vocabulaire de la trahison que l'on rencontre en 1918 montre que des conditions importantes pour le programme et la pratique du national-socialisme sont nées et ont été créées à cette époque. Hitler, qui « renoue avec ces continuités qu'il brise cependant » (Thomas Nipperdey), et son programme se raccrochent certes aux buts de guerre les plus larges possibles de la Première Guerre mondiale, mais en sont détachés dans leur essence de par le dogme raciste développé. Outre des buts de guerre frappants de ressemblance, on trouve également des similitudes dans l'arrivée à l'ouest et à l'est. L'entrée militaire à l'ouest s'est faite par deux fois de manière relativement civilisée alors qu'à l'est on trouve quelque chose de plus brutal, brutalité exacerbée sous Hitler.

### Autriche-Hongrie
L'Autriche-Hongrie entre dans la guerre pour protéger ses intérêts dans la péninsule des Balkans, ainsi que son existence, qu'elle voit menacée par la Russie. Lorsque la guerre éclate, les différences entre les groupes de peuples austro-hongrois deviennent secondaires. L'Autriche-Hongrie ne souhaite pas seulement incorporer certaines parties de la Serbie à son territoire, mais également certaines parties du Monténégro, de la Roumanie, de l'Albanie et de la Pologne russe. Face aux tendances nationalistes de l'époque, l'Autriche-Hongrie tient à l'idée universelle de l'empire et aussi à celle d'État multinational. Pendant les premières semaines de la guerre, avant les cuisantes défaites en Galicie et en Serbie, les dirigeants autrichiens se sont permis de formuler des buts territoriaux précis. Quelques semaines plus tard, la survie a éclipsé les plans d'acquisition.

#### Conseil des ministres communs du 7 janvier 1916

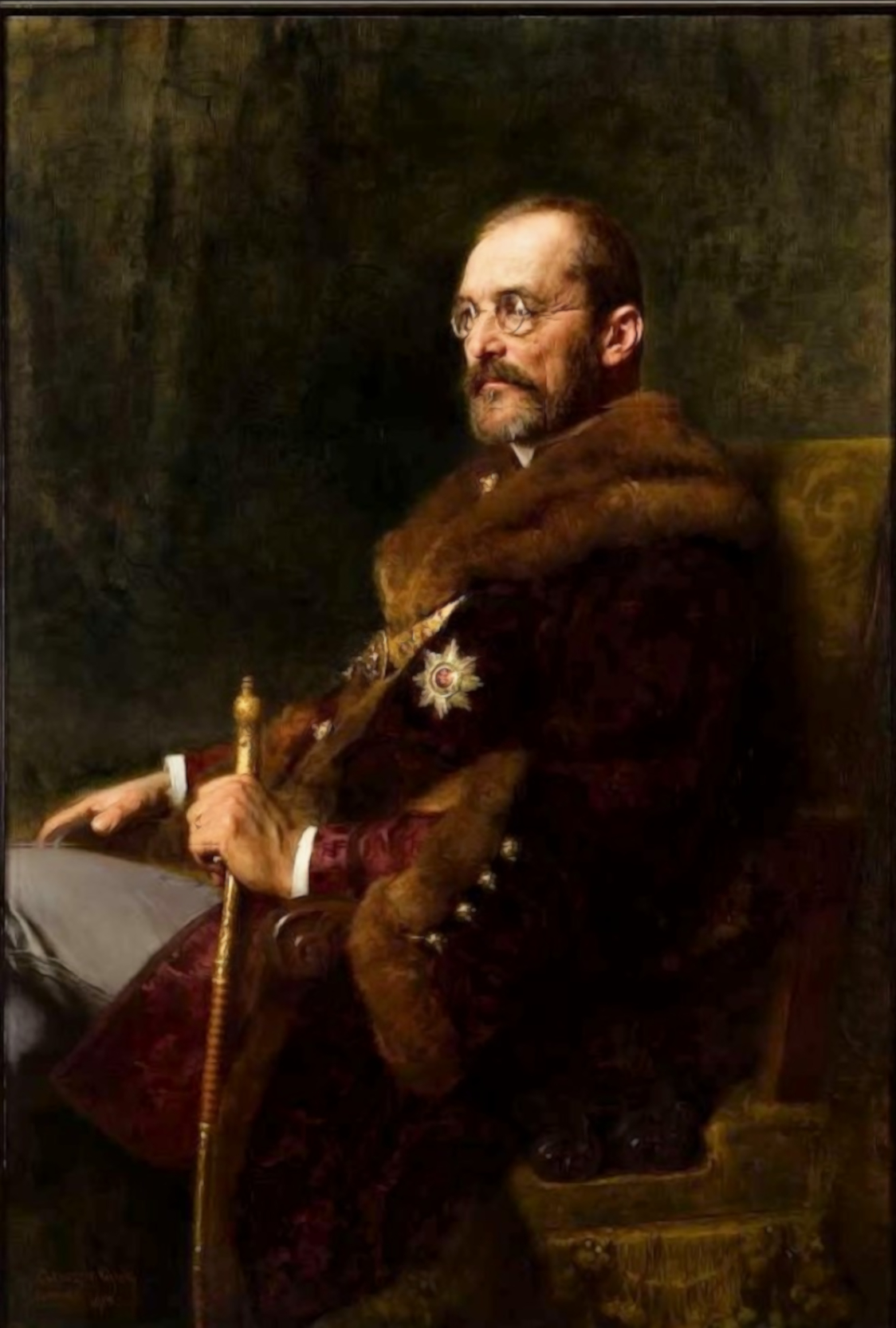
István Tisza, ministre-président représentant la Hongrie

Après la conquête de la Serbie (fin 1915) s'est posée la question des Slaves du sud, ainsi que le problème de savoir dans quelle mesure la Serbie devait être rattachée à la monarchie. Le conseil des ministres commun se réunit le 7 janvier 1916 avec l'impression d'un événement militaire décisif imminent. On cherche alors à définir les buts de guerre de l'Autriche-Hongrie. Les participants à cette conférence, l'événement le plus représentatif et le plus important pour la politique des buts de la monarchie, sont les deux ministres-présidents Karl Stürgkh pour l'Autriche et István Tisza pour la Hongrie, les ministres communs Ernest von Koerber pour les finances, Alexander von Krobatin pour la guerre et Stephan Burián alors ministre des Affaires étrangères et président de la conférence, ainsi que le chef de l'État major Franz Conrad von Hötzendorf.
Selon Burián, le but de cette conférence est d'aborder la situation et les buts à atteindre à travers la guerre. Au premier plan apparaissent « l'intégrité et la sécurité » de la monarchie, mais il faut également « profiter le plus vite possible des fruits des victoires éclatantes de l'armée ». Les participants à la conférence cherchent à savoir quels effets auraient en retour les différentes conquêtes sur l'avenir politique de la monarchie. Toujours selon Burián, la Serbie devrait être, parallèlement aux territoires garantis à la Bulgarie, réduite par la rétrocession des territoires appartenant autrefois à l'Albanie et par une vaste régulation des frontières avec deux têtes de ponts au profit de la monarchie. Il ne resterait alors qu'un petit pays de montagne avec 1,5 million d'habitants, dont l'incorporation entraînerait certes des difficultés d'ordre juridique, politique et économique, mais qui serait totalement possible au vu de la grande capacité d'adaptation dont a fait preuve la monarchie par le passé.
Tout comme Conrad, Burián veut voir la Serbie écartée en tant que « point de cristallisation d'une agitation nationale » et en tant qu'« outil » aux mains des ennemis. Toutefois, les dirigeants sont conscients que même en retirant toute « liberté d'action politique » à la Serbie, cette dernière finirait toujours par se redresser contre la double monarchie. Même si Burián essaie de faire croire qu'il cherche une solution médiane à la situation, il écrit le jour même dans son journal qu'il croit à la nécessité d'une annexion complète de la Serbie. Cependant, il reconnait également qu'une incorporation totale serait aussi un poids, tout comme l'agitation serbe. La question déterminante est de savoir s'il serait plus facile « de résoudre la question serbe si seulement 66 % de tous les Serbes appartiennent à la monarchie et 34 % vivent dans un État indépendant que si 100 % des Serbes étaient nos sujets. [...] Le moment n'est pour l'instant pas encore venu de prendre une décision au sujet de savoir laquelle des deux méthodes évoquées ici serait à suivre ». 
Burián ne voit pas le maintien d'un Monténégro réduit comme étant un danger semblable à celui de la Serbie. Toutefois, le ministre exige sa soumission sans condition et la cession du mont Lovćen et de sa côte jusqu'à l'Albanie, et ses territoires albanais. En ce qui concerne l'Albanie, Burián plaide pour l'obtention d'une indépendance, car cette dernière serait, malgré des problèmes intérieurs, parfaitement viable après la rétrocession des territoires échus à la Serbie et au Monténégro après la guerre des Balkans. La création de cet État indépendant s'effectuerait sous protectorat austro-hongrois. Cette politique, que Burián qualifie lui-même de « conservatrice et purement défensive », pourrait contribuer à assurer la suprématie définitive de la monarchie dans les Balkans.
Grâce aux gains territoriaux dans le nord, il serait alors possible de céder certains territoires à la Grèce dans le sud pour garantir sa neutralité. Dans le cas d'une partition de l'Albanie, telle que Conrad la réclame, le rattachement de la partie septentrionale serait un poids immense. Le ministre des Affaires étrangères se prononce également publiquement contre une « admission de la Bulgarie » sur le territoire albanais près de l'Adriatique, comme l'avait proposé Conrad. La Bulgarie aurait assez d'efforts à fournir pour assimiler ses conquêtes serbes ; lui proposer des territoires albanais reviendrait pour la monarchie à abandonner les avantages qu'elle attend d'une Albanie indépendante. La meilleure solution serait donc dans un premier temps de viser l'autonomie albanaise sous un protectorat austro-hongrois et en cas d'échec de mener la partition avec la Grèce uniquement.

### Empire ottoman
La Turquie souhaitait retrouver les terres perdues sur la Grèce et l'Albanie.

### Bulgarie

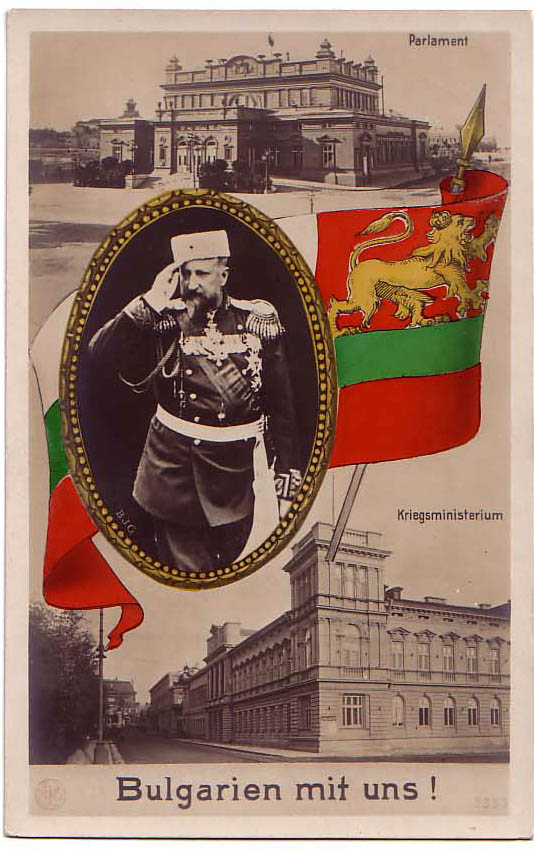
« Bulgarien mit uns ! » (« La Bulgarie avec nous ! »), carte postale allemande célébrant l'alliance germano-bulgare, 1915.

Zones d'occupation austro-hongroise et Bulgare en juillet 1916.

La Bulgarie souhaite réaliser la grande Bulgarie promise par le traité de San Stefano en 1878 et retrouver les terres perdues lors de la Seconde Guerre balkanique au profit de la Grèce et de la Serbie. Ses revendications sur la Macédoine sont alimentées par la présence de nombreux réfugiés macédo-slaves qui occupent des postes importants dans la politique et dans l'armée. La question macédonienne apparaît comme une priorité nationale pour la classe politique, l'Église orthodoxe et l'armée. Le gouvernement du roi Ferdinand songe à une union personnelle avec la principauté d'Albanie, augmentée des régions adjacentes de Serbie ; il veut aussi reprendre à la Grèce les provinces de Dráma, Serrès et Kavála, à la Roumanie la Dobroudja, à la Serbie les territoires à l'est de la Morava. 
Au début de 1915, le ministre français Théophile Delcassé propose à la Bulgarie, par l'intermédiaire de l'ancien ministre en disgrâce Nikola Guenadiev puis du prince Jean d'Orléans, parent par alliance du roi , de lui offrir la Macédoine serbe en échange de sa neutralité, voire de son entrée en guerre aux côtés de l'Entente. Les Britanniques, alors que leur offensive des Dardanelles se heurte à une résistance ottomane plus forte que prévu, demandent aussi le soutien de la Bulgarie : en mars 1915, le ministre Edward Grey suggère aux Bulgares qu'ils pourraient récupérer le port de Kavála s'ils déclaraient la guerre aux Turcs. Le 29 mai 1915, quelques jours après l'entrée de l'Italie dans la guerre aux côtés de l'Entente, les quatre puissances, la Russie se joignant à elles, proposent au premier ministre bulgare Vassil Radoslavov, si la Bulgarie entre en guerre contre les Ottomans, la Thrace orientale jusqu'à Enez, la Macédoine serbe jusqu'à Monastir, la Serbie recevant en compensation des territoires austro-hongrois. Mais cette offre se heurte à un refus catégorique de la Serbie. La Bulgarie se retourne alors vers les Empires centraux et signe une alliance secrète avec l'Allemagne le 6 septembre  1915 avant d'entrer en guerre contre la Serbie, envahie par les Germano-Austro-Hongrois, en octobre 1915. Cette campagne aboutit à l'évacuation de l'armée serbe par l'Adriatique et à l'occupation de la Serbie par les Bulgares et Austro-Hongrois.
En février 1918, la Bulgarie propose à l'Empire ottoman de l'aider à conquérir le Caucase russe en échange d'Andrinople et de la rive gauche de la Maritsa. Cette offre n'aboutit pas.

## Buts de guerre des Alliés

### Empire britannique
Garantir la neutralité et l'intégrité des États à proximité de la Manche, c'est-à-dire la Belgique et les Pays-Bas qui s'inscrivent comme une zone tampon protégeant le territoire britannique de toute invasion.
Continuité d'une seule et même politique depuis la fin de la guerre de Cent Ans, maintenir l'équilibre continental en Europe (il faut éviter que l'Allemagne ne devienne trop puissante). Limiter la puissance navale allemande qui menace le commerce anglais et sa suprématie sur les mers et les océans du monde.

### Russie
Depuis la crise bosniaque de 1908, Nicolas II et une partie de l'opinion russe craignent la montée du pangermanisme incarné par l'alliance de l'Allemagne et de l'Autriche-Hongrie. Le courant panslave représenté par le prince Grigori Troubetskoï (ru), chargé des affaires ottomanes et balkaniques au ministère des Affaires étrangères, réclame un soutien à la Serbie et l’extension de l’hégémonie russe vers les Balkans et Constantinople. Le grand-duc Nicolas Nikolaïevitch, oncle du tsar, y est aussi favorable.
Pendant les premiers mois de la guerre, Nicolas Nikolaïevitch est nommé commandant de l'armée impériale russe et, avec la discrète approbation du tsar et du conseil des ministres, lance une proclamation aux Polonais et autres peuples slaves d'Autriche-Hongrie pour les inviter à se ranger sous la bannière russe. En fait, cet appel aux revendications nationales est vite contredit par la politique de russification de l’administration, des écoles et du clergé menée en Galicie orientale et en Bucovine occupées par l'armée russe après la première offensive de Galicie en 1914. 

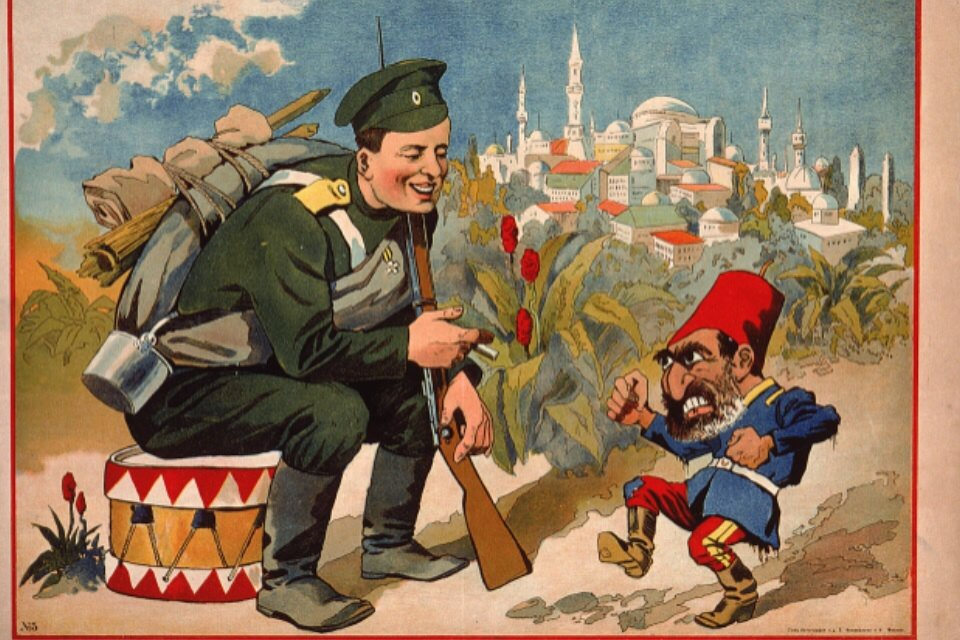
Un soldat russe campe devant Constantinople en se moquant d'un petit Turc hargneux. Affiche de propagande russe, 1915.

Sergueï Sazonov ministre des Affaires étrangères, ne cache guère les ambitions russes sur Constantinople et les Détroits. Le 4 mars 1915, il adresse une note aux ambassadeurs de l'Entente pour leur faire savoir que la Russie, en cas de victoire, entend occuper les Détroits, la rive asiatique jusqu'au fleuve Sakarya, la rive européenne jusqu'à une ligne Enes-Midia et les îles d'Imbros et Tenedos en mer Égée.
Pendant les conférences interalliées de 1915-1916, les puissances de la Triple Entente discutent de la perspective d'un partage de l'Empire ottoman. Par les accords Sykes-Picot du 10 mai 1916, Français et Britanniques se partagent par anticipation le Moyen-Orient : Sazonov obtient la promesse d'une zone d'influence russe couvrant l'Arménie ottomane et d'autres territoires peuplés de Kurdes, Lazes, Alévis et Arméniens dans l'Empire ottoman et en Perse. L'accord franco-russe est signé le 26 avril 1916 et l'accord anglo-russe le 23 mai.
Cependant, la pression des Français, favorables à la cause polonaise, oblige Nicolas II à accorder la liberté à la Pologne russe : en mai 1916, la mission Briand-Thomas la présente comme une exigence prioritaire. Le 10 mars 1917, le tsar se résigne à signer un projet d'indépendance complète, d'ailleurs très théorique puisque la Pologne est occupée par les Allemands et Austro-Hongrois qui ont proclamé un « royaume de Pologne » sous leur tutelle. Nicolas n'a pas le temps de mettre en œuvre cette décision : quelques jours plus tard, il est renversé par la révolution de Février (15 mars 1917 dans le calendrier grégorien).
Le Gouvernement provisoire russe, dirigé par le prince Gueorgui Lvov puis par le socialiste Alexandre Kerenski, présente la continuation de la guerre comme une lutte des démocraties contre les empires autoritaires (allemand, austro-hongrois et ottoman) sans arriver à résoudre la contradiction entre le maintien de l'unité russe et les revendications des Polonais, Finlandais, Ukrainiens et autres peuples périphériques. Pavel Milioukov, ministre des Affaires étrangères du nouveau gouvernement, veut reprendre les vieilles revendications des tsars sur Constantinople et les Détroits mais il est contrecarré par le soviet de Petrograd, nouveau pouvoir qui concurrence celui du Gouvernement provisoire : le 14 mars 1917, le soviet adresse un manifeste « aux peuples du monde entier » pour exiger une « paix sans annexions ni indemnités ». Le 27 mars 1917, Kerenski fait valider par le gouvernement une déclaration des buts de guerre selon laquelle la Russie reste fidèle à ses alliés tout en renonçant à toute ambition conquérante,.
La révolution d’Octobre (novembre 1917) bouleverse encore la politique de la Russie : le gouvernement bolchevik dirigé par Lénine annonce qu'il se retire immédiatement de la guerre et ouvre des pourparlers avec les Empires centraux. Il rend publics les documents diplomatiques de l'ancien régime en rejetant les objectifs de la « guerre impérialiste » et signe avec l'Allemagne et l'Autriche-Hongrie le traité de Brest-Litovsk, le 3 mars 1918.

### France

#### Deux priorités: l'Alsace-Lorraine et l'extinction du danger prussien

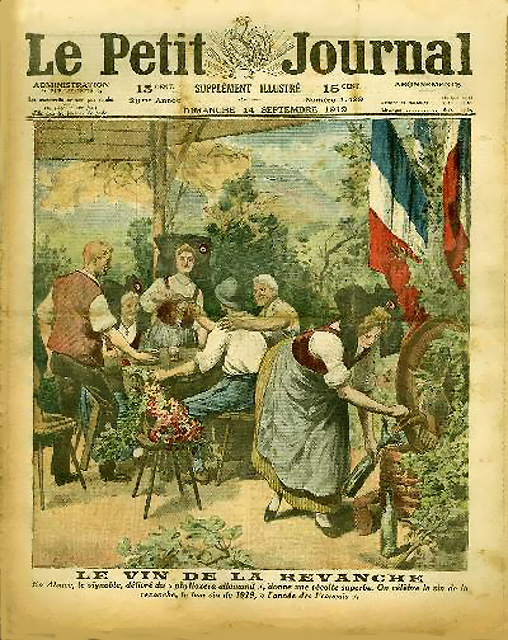
« Le vin de la revanche : en Alsace, le vignoble, délivré du phylloxéra allemand, donne une récolte superbe ». Le Petit Journal, 14 septembre 1919.

Les buts de guerre français ne s'affirment que progressivement au cours du conflit. Dès avant la guerre, des responsables comme le président de la République Raymond Poincaré et le ministre Théophile Delcassé souhaitent affaiblir durablement la puissance allemande, voire remettre en cause l'unité allemande, mais ils évitent d'en faire état publiquement. Après le début de la guerre, l'union sacrée de tous les partis fixe en priorité absolue la reprise de l'Alsace-Lorraine perdue en 1871 ; le 20 septembre 1914, le Conseil des ministres inscrit un double objectif : l'évacuation par l'ennemi « du territoire national, y compris même l'Alsace-Lorraine » et, en accord avec l'Empire russe, « en finir avec l'hégémonie du militarisme prussien ». Des  royalistes comme l'historien Jacques Bainville insistent pour le retour à la France de Sarrelouis et Landau, conquêtes de Louis XIV perdues en 1815. Au contraire, des socialistes comme Pierre Renaudel s'opposent à tout projet de conquête ou annexion. La censure interdit en principe toute discussion publique sur les buts de guerre mais laisse passer des publications proposant la division de l'Allemagne en ressuscitant les États d'Allemagne du Sud et le Hanovre. 

#### Buts de guerre économiques
Parallèlement aux objectifs territoriaux, les gouvernements français successifs s'efforcent de définir des objectifs économiques pour abaisser l'économie de l'Empire allemand. En 1915, des groupes d'experts présidés par Jules Siegfried et Louis Barthou étudient la possibilité non seulement de recouvrer l'Alsace-Lorraine mais de faire passer sous contrôle français, d'une façon ou d'une autre, les mines de charbon de la Sarre et les mines de fer du Luxembourg, alors pays neutre occupé par l'Allemagne : un parti luxembourgeois pro-français, soutenu par plusieurs députés français, demande le rattachement du grand-duché à la France. Étienne Clémentel, ministre du Commerce et de l'Industrie de 1915 à la fin de la guerre, s'efforce à la fois d'organiser l'économie de guerre et de préparer l'après-guerre. Il souhaite un « libéralisme organisé » comprenant une union douanière destinée à se prolonger après la guerre, unissant la France, la Belgique et l'Italie tout en excluant l'Allemagne. Ce dessein est mal accueilli par les milieux de l'industrie lourde et de la banque qui, avant la guerre, avaient de gros intérêts dans l'économie allemande et austro-hongroise, mais beaucoup plus favorablement par la petite et moyenne industrie. Un contrôle du marché international des matières premières, en coopération avec les Britanniques, permettrait de couper les ressources de l'économie de guerre allemande. La conférence économique interalliée de juin 1916 reprend en partie ces propositions pour la durée de la guerre mais la Belgique, l'Italie et la Russie, soucieuses de rétablir leurs échanges avec l'Allemagne après le conflit, sont moins favorables à une exclusion prolongée de celle-ci tandis que les Britanniques, s'éloignant de leur position traditionnelle de libre-échange, sont plus ouverts à des sanctions économiques contre l'Allemagne qui seront en partie reprises dans le traité de Versailles.

#### Conditions de la paix
En août 1916, Poincaré demande au généralissime Joffre un texte proposant des conditions d'armistice. Celui-ci préconise, outre l'Alsace-Lorraine, l'annexion à la France d'une partie de la Sarre et du Palatinat, incluant Sarrelouis et Landau, plus deux têtes de pont sur la rive droite du Rhin, la création d'un État autonome en Rhénanie qui serait occupé et administré par la France pendant 31 ans et pourrait demander son rattachement à la France par plébiscite.  La rive gauche du Rhin avait été française sous la Révolution et l'Empire et les Rhénans passent pour culturellement plus proches de la France républicaine que de la Prusse autoritaire. 
Alors que la bataille de Verdun et l'offensive franco-britannique de la Somme aboutissent à l'épuisement de tous les belligérants, c'est seulement le 7 octobre 1916 que se tient une réunion informelle très confidentielle pour définir les buts de guerre de la France. Antonin Dubost, président du Sénat, et Paul Deschanel, président de la Chambre des députés, se prononcent pour l'annexion de la rive gauche du Rhin. Le ministre Léon Bourgeois écarte l'idée de l'annexion mais accepte une occupation prolongée à titre de garantie et la possibilité d'un État rhénan indépendant. Le président Poincaré et le président du Conseil Aristide Briand laissent la question ouverte. Les trois ministres socialistes, Albert Thomas, Jules Guesde et Marcel Sembat, sont laissés à l'écart de cette discussion comme de celle qui suivra, du 4 au 7 janvier 1917 : plus tard, ils feront savoir qu'ils limitent leurs demandes à la récupération de l'Alsace-Lorraine sans exclure des garanties et prises de gages. En novembre 1916, la correspondance entre les responsables français des Affaires étrangères fixe les futures positions françaises dans les conférences interalliées : la France obtiendrait l'Alsace-Lorraine et un territoire élargi en Sarre et Palatinat, la neutralisation permanente de la rive gauche du Rhin, la possibilité d'autodétermination du Luxembourg,  plusieurs possessions allemandes au Togo et au Cameroun, ainsi qu'une considérable indemnité au titre de réparations allemandes ; les accords Sykes-Picot de mai 1916 avaient déjà fixé les droits français sur l'Asie mineure et le Levant.
Après l'échec de l'offensive française du Chemin des Dames en avril 1917 puis de l'offensive russe en juin, le gouvernement français doit redéfinir ses objectifs. Pendant toute la guerre, la question des buts de guerre français n'est discutée qu'une seule fois par les parlementaires, en comités secrets, du 1er au 6 juin 1917 devant les députés, le 7 juin devant les sénateurs. Devant les députés, Briand et son successeur Alexandre Ribot prétendent (à tort) qu'il n'a jamais été question d'annexion de territoires allemands, à part l'Alsace-Lorraine, mais seulement de garanties. Pour ménager les socialistes, ils promettent l'occupation de la Rhénanie par une force interalliée et pas seulement française ainsi que la création d'une Société des Nations chargée de préserver la paix internationale. Devant les sénateurs, leur programme est plus énergique : sanction des crimes de guerre allemands, réparation étendues, fin du militarisme allemand, création possible d'un État rhénan indépendant qui « ne saurait être considéré comme une conquête » ; la question de la Société des Nations n'est pas abordée.

#### Un équilibre européen à l'avantage de la France
La France, tout en songeant à ses propres intérêts, vise à présenter sa cause comme celle de la défense du droit international, de l'équilibre européen et des nations opprimées. Elle met l'accent, aux côtés des Britanniques, sur l'enjeu de la libération des pays envahis, Belgique et Serbie ; elle encourage discrètement les revendications des Serbes sur les régions slaves du Sud de l'Autriche-Hongrie, ce qui la met plusieurs fois en porte-à-faux avec ses efforts pour gagner le soutien de l'Italie et de la Bulgarie, neutres jusqu'en 1915. Favorable à la cause du nationalisme polonais, elle fait pression sur son allié russe pour qu'il accorde au moins une large autonomie à la Pologne : en mai 1916, la mission Briand-Thomas la présente comme une exigence prioritaire. Nicolas II finira par consentir à signer l'indépendance de la Pologne le 10 mars 1917, quelques jours avant d'être renversé par la révolution de Février. Un courant minoritaire, surtout dans la noblesse et les milieux catholiques et conservateurs mais aussi certains milieux d'affaires, souhaite conserver l'Autriche-Hongrie comme contrepoids à la puissance prussienne. Les nationalités d'Europe centrale trouvent des soutiens autour de Paul Painlevé, président d'un Office central des nationalités fondé en 1911, n'excluant pas la transformation de l'Autriche-Hongrie en une confédération à dominante slave. C'est seulement à partir de février 1917, face au danger d'une Mitteleuropa dominée par l'Allemagne, que les Français se décident à appuyer le projet de Grande Pologne de Roman Dmowski, incluant la Lituanie et une partie de l'Ukraine ; en avril 1918 à Rome, Albert Thomas et Henri Franklin Bouillon assistent à un congrès en faveur des « races opprimées » d'Autriche-Hongrie ; en mai 1918, le gouvernement français reconnaît le Conseil national tchécoslovaque d'Edvard Beneš ; pour ménager ses alliés italiens, il hésitera pratiquement jusqu'à la fin de la guerre à accepter l'idée d'un royaume de Yougoslavie à dominante serbe.
Les armistices de 1918 permettent à la France d'établir des lignes à l'avantage de ses alliés d'Europe centrale, Pologne, Roumanie et le nouveaux États de Yougoslavie et  Tchécoslovaquie, et d'imposer des conditions dures à l'Allemagne, souvent en violation du principe des nationalités défendu par les quatorze points de Wilson, sans pour autant créer les conditions d'une paix durable.

### Serbie
Libérer les provinces de Bosnie-Herzégovine sous occupation austro-hongroise, s'emparer des provinces autrichiennes et hongroises de Voïvodine, de Banat, des royaumes de Croatie-Slavonie et de Dalmatie, peuplés de Serbo-Croates, et du duché de Carniole, peuplé de Slovènes, afin de les réunir, avec l'appui du royaume du Monténégro, dans un grand État des Slaves du sud.

### Italie
Occuper la Croatie, la ville de Trieste et les provinces du Trentin et Frioul.

### Roumanie
La Roumanie veut annexer la Transylvanie.

### Grèce
La division de la Grèce en deux camps (vénizélistes et monarchistes) n’empêchait guère les deux antagonistes de partager un but commun : celui de réaliser la « Grande Idée », c'est-à-dire voir la Grèce occuper la Thrace orientale, le détroit des Dardanelles, Constantinople, la ville de Smyrne et son pays intérieur. Bien en accord sur le dessin commun, leurs positons divergeaient néanmoins sur la méthode à adopter. Au cours de la guerre, Elefthérios Venizélos plaidait pour le soutien inconditionnel aux Alliés, peu importe les risques encourus. En outre, il était persuadé que ce conflit ne se terminerait que par une seule issue : la défaite des Empires centraux. Constantin Ier souhaitait quant à lui atteindre ces buts tout en préservant le pays de risques trop grand.
Du point de vue de ce dernier, la Grèce n’aurait pas été capable de tenir le front face aux Bulgares et aux Ottomans simultanément, en dépit des promesses d’une assistance active des forces alliées. La conquête de la Serbie en 1915 par les Austro-Hongrois motivera davantage sa décision. Il refusa également de participer à la bataille des Dardanelles, sentant une résistance farouche des Turcs, bien que la raison sera surtout motivée par le fait qu’aider les Alliés dans le débarquement des Dardanelles signifierait accepter une gouvernance des Détroits ainsi que de Constantinople par les Alliés. Un privilège qui, de son point de vue, ne peut être attribué qu’à la seule Grèce.
Ainsi, à l’annonce de la victoire des Turcs sur les Anglais, Australiens et Néo-Zélandais en 1916, cette décision aura finalement rehaussé le prestige de Constantin qui aura été félicité pour sa clairvoyance. Néanmoins, sa persistance à la neutralité ne durera pas et il devra abdiquer en faveur de l’administration vénizéliste qui fera entrer le pays dans le camp de l'Entente en 1917. En 1919, Athènes sera récompensée de ses services en validant son mandat sur la Thrace orientale et la région de Smyrne.

### États-Unis
Les buts de guerre américains sont énoncés dans les « quatorze points de Wilson » énoncés par le président Woodrow Wilson dans un discours au Congrès des États-Unis, le 8 janvier 1918.